# Mercedes Ruehl
Mercedes J. Ruehl (Jackson Heights, New York, 1948. február 28. –) Oscar-, Golden Globe- és Tony-díjas amerikai színpadi és filmszínésznő.
Kritikailag legsikeresebb alakítása A halászkirály legendája (1991) című filmben volt, mellyel legjobb női mellékszereplőként Oscar- és Golden Globe-díjakat nyert. Egyéb filmjei közé tartozik a Segítség, felnőttem! (1988), a Keresztanya (1988), Az utolsó akcióhős (1993), a Sírba viszel (1997) és A Wall Street pillangói (2019).

## Filmográfia

### Film
| Év   | Magyar cím                         | Eredeti cím                    | Szerep                     | Magyar hang        |
| ---- | ---------------------------------- | ------------------------------ | -------------------------- | ------------------ |
| 1976 | Flor asszony és két férje          | Dona Flor and Her Two Husbands | amerikai lány a kaszinóban |                    |
| 1979 | Harcosok                           | The Warriors                   | rendőrnő                   |                    |
| 1981 | Georgia barátai                    | Four Friends                   | nő a taxiban               |                    |
| 1986 | Féltékenység                       | Heartburn                      | Eve                        |                    |
| 1986 |                                    | Twisted                        | Cybelle                    |                    |
| 1987 | A rádió aranykora                  | Radio Days                     | stábtag reklámfelvételnél  | Győry Franciska    |
| 1987 | Egy ház Londonban                  | 84 Charing Cross Road          | Kay                        | Radó Denise        |
| 1987 | Dupla vagy semmi                   | The Secret of My Success       | Sheila                     | Simorjay Emese     |
| 1987 | A bandavezér                       | Leader of the Band             | Miss Cooper                |                    |
| 1988 | Segítség, felnőttem!               | Big                            | Mrs. Baskin                | Kiss Mari          |
| 1988 | Keresztanya                        | Married to the Mob             | Connie Russo               | Almási Éva         |
| 1989 | New York rabszolgái                | Slaves of New York             | Samantha                   |                    |
| 1989 | Bűnök és vétkek                    | Crimes and Misdemeanors        | parti vendége              |                    |
| 1990 | Lököttek                           | Crazy People                   | Dr. Liz Baylor             | Bencze Ilona       |
| 1991 | Folt a zsákját                     | Another You                    | Elaine / Mimi Kravitz      | Menszátor Magdolna |
| 1991 | A halászkirály legendája           | The Fisher King                | Anne                       | Prókai Annamária   |
| 1993 | A nagymama soha!                   | Lost in Yonkers                | Bella Kurnitz              | Illyés Mari        |
| 1993 | Az utolsó akcióhős                 | Last Action Hero               | Irene Madigan              | Balogh Erika       |
| 1993 | Az utolsó akcióhős                 | Last Action Hero               | Irene Madigan              | Pikali Gerda       |
| 1994 |                                    | On Hope (rövidfilm)            | Wendy                      |                    |
| 1997 | Sírba viszel                       | Roseanna's Grave               | Roseanna 'Rosa'            | Andresz Kati       |
| 1999 | Az Idegen                          | The Minus Man                  | Jane                       |                    |
| 1999 |                                    | Out of the Cold                | Tina                       |                    |
| 2000 | Négy vacsora                       | What's Cooking?                | Elizabeth 'Lizzy' Avila    |                    |
| 2000 | Kutya, pénz, rablók                | More Dogs Than Bones           | Victoria 'Vic' Galletti    |                    |
| 2000 |                                    | The Amati Girls                | Grace                      |                    |
| 2002 | Csodapalota                        | Spooky House                   | Boss                       |                    |
| 2004 | A pancser bérgyilkos és a nagypapa | Zeyda and the Hitman           | Esther                     | Náray Erika        |
| 2010 |                                    | Goldstar, Ohio (rövidfilm)     | Adriana Rock               |                    |
| 2014 |                                    | Chu and Blossom                | Mrs. Fefterg               |                    |
| 2016 |                                    | Good Business (rövidfilm)      | Lorraine                   |                    |
| 2019 | A Wall Street pillangói            | Hustlers                       | Mama                       | Kiss Mari          |

### Televízió

#### Tévéfilm
| Év   | Magyar cím                    | Eredeti cím                               | Szerep                         | Magyar hang   |
| ---- | ----------------------------- | ----------------------------------------- | ------------------------------ | ------------- |
| 1995 | Megbélyegezve: A McMartin-per | Indictment: The McMartin Trial            | Lael Rubin                     | Kiss Mari     |
| 1997 | A halüzem                     | North Shore Fish                          | Florence                       |               |
| 1997 |                               | SUBWAYStories: Tales from the Underground | Leyla ("Underground" szegmens) |               |
| 1998 | Kifutó a semmibe              | Gia                                       | Kathleen Carangi               | Csere Ágnes   |
| 2000 | Botrányos kapcsolat           | Mary Kay Letourneau: All American Girl    | Jane Newhall                   |               |
| 2000 | Járd a saját utad             | The Lost Child                            | Rebecca                        |               |
| 2002 | Bűntelen bűnös                | Guilty by Association                     | Susan Walker                   |               |
| 2004 | Buddha nyomában               | Bad Apple                                 | Lorraine Gibbons               |               |
| 2005 | Lányanya                      | Mom at Sixteen                            | Terry Jeffries                 | Andresz Kati  |
| 2006 |                               | So Here's What Happened (rövidfilm)       | Rochelle                       |               |
| 2006 | Gyűlölt másság                | A Girl Like Me: The Gwen Araujo Story     | Sylvia Guerrero                | Kiss Mari     |
| 2009 | A bátyám cipőjében            | Loving Leah                               | Janice Lever                   | Zsurzs Kati   |
| 2009 | A bátyám cipőjében            | Loving Leah                               | Janice Lever                   | Szórádi Erika |
| 2012 |                               | El Jefe                                   | Delmi Rodriguez                |               |
| 2013 |                               | Doubt                                     | Mrs. Syd Newman                |               |
| 2013 | Családi banda                 | Star Spangled Banners                     | Rosalind Banner                | Borbás Gabi   |

#### Sorozat
| Év        | Magyar cím                               | Eredeti cím                       | Szerep                          | Megjegyzések        |
| --------- | ---------------------------------------- | --------------------------------- | ------------------------------- | ------------------- |
| 1977      |                                          | The Doctors                       | Ursula                          | visszatérő szereplő |
| 1984      |                                          | ABC Afterschool Special           | Sandy                           | 1 epizód            |
| 1985      |                                          | Our Family Honor                  | Louise Taylor                   | 1 epizód            |
| 1986      |                                          | Kate & Allie                      | Millie                          | 1 epizód            |
| 1990      |                                          | The Cosby Show                    | Bernadette Foley                | 1 epizód            |
| 1995–1996 | Frasier – A dumagép                      | Frasier                           | Kate Costas                     | 5 epizód            |
| 2002      |                                          | Widows                            | Dolly Rawlins                   | 4 epizód            |
| 2004      | Eltűntnek nyilvánítva                    | 1-800-Missing                     | Emmanuelle Baker                | 1 epizód            |
| 2004–2009 | Esküdt ellenségek                        | Law & Order                       | Zina Rybakov / Clara Lloyd bíró | 2 epizód            |
| 2006–2008 | Törtetők                                 | Entourage                         | Rita Chase                      | 2 epizód            |
| 2007      | Psych – Dilis detektívek                 | Psych                             | Goochberg nyomozó               | 1 epizód            |
| 2012      | Befutó                                   | Luck                              | Renzo anyja                     | 1 epizód            |
| 2013      |                                          | Monday Mornings                   | Beverly Natheson bíró           | 1 epizód            |
| 2015      | Esküdt ellenségek: Különleges ügyosztály | Law & Order: Special Victims Unit | Lucia Barba                     | 1 epizód            |
| 2016      | Családom, darabokban                     | Life in Pieces                    | Mia                             | 1 epizód            |
| 2016      | Laura rejtélyei                          | The Mysteries of Laura            | Val Santiani                    | 1 epizód            |
| 2016      | Az élet csajos oldala                    | 2 Broke Girls                     | Olga                            | 1 epizód            |
| 2017      | NCIS                                     | NCIS                              | Marie Quinn                     | 1 epizód            |
| 2017–2018 |                                          | Power                             | Connie Teresi                   | 7 epizód            |
| 2018      |                                          | Bull                              | Tessa Hudson bíró               | 1 epizód            |

## Fordítás
- Ez a szócikk részben vagy egészben  a   Mercedes Ruehl című angol Wikipédia-szócikk fordításán alapul.  Az eredeti cikk szerkesztőit annak laptörténete sorolja fel. Ez a jelzés csupán a megfogalmazás eredetét és a szerzői jogokat jelzi, nem szolgál a cikkben szereplő információk forrásmegjelöléseként.